# Лубенщина (газета)
«Лубенщина» — еженедельная районная газета Лубенского района Полтавской области Украины.
Одна из старейших районных газет Украины. Относится к категории общественно-политических газет.

## История
Издание местной газеты в городе Лубны началось 3 (20) июня 1917 года Лубенским уездным Советом рабочих и солдатских депутатов. Изначально, газета выходила на русском языке под названием «Известия Лубенского Совета рабочих и солдатских депутатов».
В 1923 году газета стала выходить на украинском языке под новым названием: «Червона Лубенщина».
В 1927 - 1928 годы газета издавалась с приложением «Советский кооператор».
В 1934 году газета издавалась с приложением «Штовхач».
После начала Великой Отечественной войны 13 сентября 1941 года Лубны были оккупированы наступавшими немецкими войсками, в условиях оккупации (продолжавшейся до 18 апреля 1943 года) газета не издавалась.
С 1 января 1944 года издание газеты было возобновлено.
В 1950-1954 гг., 1955 и 1956 годы тираж газеты составлял 3000 экземпляров, в 1957 году увеличился с 3000 до 3250 экземпляров, в 1958 году составлял 3250 экземпляров, в течение 1959 года - от 3080 до 3500 экземпляров, в 1960 году - от 4000 до 4800 экземпляров.
С 1962 до 16 ноября 1988 года газета выходила под названием «Ленінська зоря».
В 1966 году тираж газеты составлял 12 700 экземпляров, в 1967 году - 13 950 экземпляров, в 1968 году - 15 400 экземпляров, в 1969 году - 16 650 экземпляров, в 1970 году - 18 776 экземпляров.
В 1971 году тираж газеты составлял 20 225 экземпляров, в 1972 году - 18 600 экземпляров, в 1973 году - 21 950 экземпляров, в 1974 году - 22 750 экземпляров, в 1975 году - 23 550 экземпляров.
В 1976 году тираж газеты составлял 23 712 экземпляров, в 1977 году - 23 700 экземпляров, в 1978 году - 23 800 экземпляров, в 1979 году - 24 000 экземпляров, в 1980 году - 24 200 экземпляров.
В 1981 году тираж газеты составлял 24 200 экземпляров, в 1982 году - 24 250 экземпляров, в 1983 году - 25 350 экземпляров, в 1984 году - 25 550 экземпляров, в 1985 году - 25 300 экземпляров.
В 1986 году тираж газеты составлял 25 175 экземпляров, в 1987 году - 25 275 экземпляров, в 1988 году - 24 950 экземпляров, в 1989 году - 24 500 экземпляров, в 1990 году - 24 225 экземпляров.
16 ноября 1988 года газета стала выходить под названием «Червона Лубенщина», с 14 сентября 1991 года газета выходит под названием «Лубенщина».
24 ноября 2015 года Верховная Рада Украины приняла закон о реформировании государственных и коммунальных печатных средств массовой информации, в соответствии с которым было прекращено оказание финансовой поддержки 555 печатным изданиям (в том числе, газете «Лубенщина»).